# 潮陽文光塔
文光塔位于中国广东省汕头市潮阳区中心，为一座古塔，2013年被列入第七批全国重点文物保护单位。文光塔创建于于宋绍兴元年（1131年），是潮阳的旅游景点与名胜古迹之一。塔门石匾写有“文光塔”三字，左下刻“嘉庆乙亥孟冬”，右下刻“豫章唐文藻立”。塔门两边有一副对联:“千秋文笔振金石，百丈光芒贯斗牛”，是清朝潮阳知县唐文藻所撰。

## 结构
文光塔塔高42.42米，共八面七层，整体平面为八角形，坐北向南，砖石建造。塔内各层设有螺旋形的石梯想接，共122级，其中第二至第六层，每层均有4门通向塔廓，外置石栏杆。另外每层均有方形门圆形窗，且塔端置有红葫芦，以其建筑严紧闻名于广东省内外。

## 历史
文光塔创建于宋绍兴元年（1131年），后曾经崩塌。咸淳二年（1266年）道士张汝篪开始重建，内部放置千尊佛像，又名千佛塔，后来再次崩塌。明崇祯八年（1635年）又重新修建，潮阳人吴仕训将塔更名文光塔，寓意人文昌盛。清嘉庆二十年（1815年），时任潮阳知县的唐文藻又一次全面修复。此外公元1956年、1981年和1996年潮阳主管部门都有对其进行维修。最近一次整修是在2009年4月初开始到2010年6月11日，这次修缮也让古塔的基座地平面降低了50厘米左右，恢复文光塔原有的高度，而且意外地在塔门前地下发现了一条通往塔下有700多年历史的“古井”的古甬道。